# Арчар (река)
 Тази статия е за реката в България.  За селото вижте Арчар.  
Арчар (Арчарица) е река в Северозападна България, Видинска област, общини Макреш, Белоградчик и Димово, десен приток на река Дунав. Дължината ѝ е 59,4 km, която ѝ отрежда 65-о място сред реките на България.
Река Арчар извира на 200 m източно от връх Бабин нос в планината Бабин нос, на 1060 m н.в. До село Раяновци тече в планинска гориста долина и в нея се вливат реките Каменития Арчар (ляв приток) и Кръстина (десен). След това продължава в източна посока в дълбока (на места до 100 m) каньоновидна долина. Тук отдясно в нея се вливат най-големите ѝ притоци – Арчарица, Ошанска река, Върли дол и Салашка река. При село Острокапци Арчар завива на североизток, а при село Въртоп – на изток и се влива отдясно в река Дунав на 769-и km, при село Арчар, на 30 m н.в.
Площта на водосборния басейн на Арчар е 365,4 km2, като на север граничи с водосборния басейн на река Видбол, на югоизток с басейните на реките Скомля и Лом, а на югозапад – с водосборния басейн на река Тимок.
Средният многогодишен отток при село Рабиша е 0,8 m3/s, а в устието – 1,57 m3/s. Пълноводието е през март-юни, а маловодието – юли-октомври.
По течението на реката са разположени седем села и един град: Община Белоградчик – селата Раяновци и Рабиша; Община Димово – селата Кладоруб, Острокапци, Държаница, Арчар и град Димово; Община Видин – село Въртоп.
В горното течение, след село Раяновци е изграден язовир „Арчар", който се използва главно за напояване.
По долината на реката преминават участъци от 3 пътя от Държавната пътна мрежа:
- на протежение от 2,7 km между разклона за гара Макреш и град Димово, участък от Републикански път I-1;
- на протежение от 6,4 km между град Димово и село Кладоруб, участък от Републикански път III-1102;
- на протежение от 4,3 km между селата Кладоруб и Рабиша, участък от Републикански път III-1104.

## Притоци
От извора до устието
- Зли дол / Подгоре /
- Каменити Арчар
- Дълбоки дол / Подгоре /
- Кръстина река
- Церачки дол / Раяновци /
- Мечкина река
- Ошански дол
- Върли дол / Рабиша /
- Попов дол / Рабиша /
- Беински дол
- Ерезински дол
- Салашка река
- Цигански дол / Кладоруб /
- Дълбоки дол / Кладоруб /
- Селски дол / Острокапци /
- Дълбоки дол / Острокапци /
- Бабалеев дол
- Лещарски дол
- Умни дол
- Белшица
- Гробищки дол
- Радева бара
- Въртопски дол
- Раповски дол
- Бръзарци

## Други
На Арчарица е наречена улица в квартал „Хаджи Димитър“ в София (Карта).

## Топографска карта
- Лист от карта K-34-9. Мащаб: 1 : 100 000.
- Лист от карта K-34-10. Мащаб: 1 : 100 000.